# Veľké Ozorovce
Veľké Ozorovce este o comună slovacă, aflată în districtul Trebišov din regiunea Košice, pe malul râului Q12769064⁠(d). Localitatea se află la altitudinea de 180 m deasupra n.m., se întinde pe o suprafață de 13,77 km2 și în 2017 număra 764 de locuitori.

## Istoric
Localitatea Veľké Ozorovce este atestată documentar din 1304.

## Demografie
| An:                | 1994 | 2004    | 2014   | 2024   |
| ------------------ | ---- | ------- | ------ | ------ |
| Număr de persoane: | 587  | 715     | 758    | 731    |
| Diferență:         |      | +21,80% | +6,01% | −3,56% |

| An:                | 2023 | 2024   |
| ------------------ | ---- | ------ |
| Număr de persoane: | 736  | 731    |
| Diferență:         |      | −0,67% |